# Гражданство Приднестровской Молдавской Республики
Гражданство Приднестровской Молдавской Республики — устойчивая правовая связь лица с непризнанной Приднестровской Молдавской Республикой, совокупность их взаимных прав и обязанностей.
Гражданство непризнанной Приднестровской Молдавской Республики, в соответствии с 3-й статьёй конституции этой непризнанной  страны, приобретается, сохраняется или утрачивается только в соответствии с условиями, предусмотренными конституционным законом этой непризнанной страны. Гражданин Приднестровской Молдавской Республики не может быть лишен гражданства или права его изменения. Гражданин Приднестровской Молдавской Республики, чтобы облегчить себе жизнь, может иметь гражданство другого государства — двойное гражданство.  Гражданин Приднестровской Молдавской Республики не может быть выслан за пределы Приднестровской Молдавской Республики или выдан иностранному государству. Порядок оформления заявлений на гражданство был определён в соответствии с 31-й статьёй конституции этой непризнанной страны. Для россиян, желающих посещать Приднестровье время от времени, гражданство получать не обязательно, как и для многих иностранцев, въезд в республику свободный (на 2022 год). Более 90% населения Приднестровья имеют гражданство Приднестровской Молдавской Республики. Согласно социологическому опросу «Изучение социально-политической ситуации в ПМР — 2005»,  который проводил Центр социальных и политических исследований «Перспектива» в 2005 году,  граждане ПМР в случае возможности более всего хотели бы получить ещё гражданство России — 58%, Украины — 26%, Молдовы — 9%, Румынии — 2,44%. 

## Закон о гражданстве
27 февраля 1992 года был издан Указ Президента Приднестровской Молдавской Республики И. Смирнова «О гражданстве на территории Приднестровской Молдавской Республики».
25 августа 1992 года  был принят закон «О гражданстве Приднестровской Молдавской Республики». Некоторые изменения были внесены в 2002, 2018 годах.

## Способы получения
В соответствии с конституционным законом гражданами Приднестровской Молдавской Республики являются:
- лица, имеющие гражданство Приднестровской Молдавской Республики на день вступления в силу настоящего Конституционного закона, в том числе граждане бывшего СССР, которые на день образования Приднестровской Молдавской Республики (2 сентября 1990 года) имели постоянное место жительства на ее территории;
- лица, которые приобрели гражданство Приднестровской Молдавской Республики в соответствии с настоящим Конституционным законом.

Гражданство Приднестровской Молдавской Республики подтверждается паспортом, который называют самым бесполезным паспортом в мире, или удостоверением личности (см. перечень). Паспорт Приднестровской Молдавской Республики не имеют юридической силы за пределами непризнанной республики, для поездок за границы ПМР населению приходится приобретать гражданство другой страны, имеющее дипломатическое признание, часто граждане ПМР используют двойное гражданство Молдавии, России или Украины. 
При необходимости дипломатические представительства или консульские учреждения непризнанной Приднестровской Молдавской Республики защищают права  граждан Приднестровской Молдавской Республики за её пределами, установленные Конституцией, законами, международными договорами непризнанной Приднестровской Молдавской Республики.
Требования для получения гражданства ПМР:
- возраст 18 лет;
- дееспособность;
- постоянное место жительства на территории республики в течение года (есть льгота по сроку проживания[1])